# Duneau
Duneau är en kommun i departementet Sarthe i regionen Pays de la Loire i nordvästra Frankrike. Kommunen ligger i kantonen Tuffé som tillhör arrondissementet Mamers. År 2022 hade Duneau 1 076 invånare.

## Befolkningsutveckling
Antalet invånare i kommunen Duneau
| Referens: INSEE |